# اداره مسلمانان قفقاز

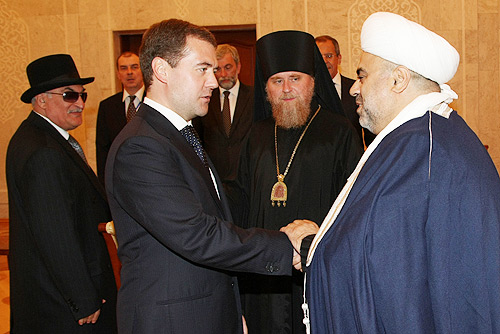
الله شکور پاشازاده رئیس اداره مسلمانان قفقاز در دیدار با دمیتری مدودف نخست‌وزیر سابق روسیه

اداره مسلمانان قفقاز (آذربایجانی: Qafqaz Müsəlmanları İdarəsi)یک سازمان دینی و مذهبی در منطقه قفقاز که وظیفه حمایت و سازماندهی کلیه مسلمانان (شیعه و سنی) منطقه قفقاز جنوبی و قفقاز شمالی را برعهده دارد. مرکزیت این اداره، در باکو پایتخت جمهوری آذربایجان واقع شده‌است. این نهاد، علاوه بر ثبت رسمی دفتر نمایندگی خود در کشور گرجستان دارای دفاتری در روسیه و سایر مناطق خودمختار نظیر چچن، داغستان، قره‌چای و چرکس، کاباردینو-بالکاریا، آدیغیه، اینگوشتیا می‌باشد.
رئیس این نهاد هر پنج سال یک‌بار انتخاب می‌شود، رئیس کنونی اداره مسلمانان قفقاز الله شکور پاشازاده که از سال ۱۹۸۰ میلادی، این مسئولیت را برعهده دارد.